# Mehdi Nafti
Mehdi Nafti (arab. مهدي نافطي, ur. 28 listopada 1978 w Tuluzie) – tunezyjski piłkarz grający na pozycji lewego pomocnika, a także trener. Posiada obywatelstwo francuskie.

## Kariera klubowa
Nafti urodził się we francuskiej Tuluzie w rodzinie tunezyjskich emigrantów. W tym mieście rozpoczął piłkarską karierę w klubie Toulouse FC. W 1997 roku trafił do składu drugiej drużyny i przez prawie dwa lata występował w czwartej lidze. W 1998 roku stał się też członkiem pierwszej drużyny i 22 sierpnia zadebiutował w Ligue 1 w zremisowanym 0:0 meczu z AS Monaco. Na koniec sezonu Toulouse spadło jednak z ligi i w kolejny Nafti spędził grając w Ligue 2 i przyczyniając się do powrotu „le Téfécé” do ekstraklasy.
Pod koniec sierpnia 2000 roku Nafti przeszedł do hiszpańskiego Racingu Santander. W Primera División zadebiutował 23 września w przegranym 1:3 wyjazdowym meczu z FC Barcelona. W Racingu nie wywalczył jednak miejsca w podstawowym składzie i więcej czasu spędzał w rezerwach, a pierwsza drużyna spadła do Segunda División. Sezon 2001/2002 Nafti spędził w drugiej lidze, ale już latem 2002 znów występował w Primera División i trzykrotnie z rzędu pomógł kantabryjskiemu zespołowi w utrzymaniu.
Na początku 2005 roku Tunezyjczyk został wypożyczony do angielskiego Birmingham City. W Premier League swój pierwszy mecz zaliczył 5 lutego, a „The Blues” ulegli w nim Manchesterowi United 0:2. Po sezonie zdecydowano się wykupić zawodnika za 1,5 miliona euro, jednak na samym początku sezonu 2005/2006 doznał kontuzji więzadeł krzyżowych i opuścił cały sezon. Do gry wrócił w 2006 roku, gdy Birmingham grało w Championship. Rozegrał 32 spotkania i powrócił ze swoją drużyną do Premier League, z której po roku znów spadł (rozegrawszy 26 spotkań). Na zapleczu Premier League zagrał 11 razy i pomógł drużynie w powrocie do elity, a po sezonie odszedł do greckiego Arisu.
W kolejnych latach występował w Hiszpanii w drużynach Real Valladolid, Real Murcia oraz Cádiz CF. W 2014 roku zakończył karierę.
| Sezon   | Klub             | Kraj      | Rozgrywki          | Mecze | Bramki |
| ------- | ---------------- | --------- | ------------------ | ----- | ------ |
| 1997/98 | Toulouse FC B    | Francja   | CFA                | 19    | 1      |
| 1998/99 | Toulouse FC B    | Francja   | CFA                | 12    | 2      |
| 1998/99 | Toulouse FC      | Francja   | Ligue 1            | 11    | 0      |
| 1999/00 | Toulouse FC      | Francja   | Ligue 1            | 13    | 1      |
| 2000/01 | Toulouse FC      | Francja   | Ligue 1            | 1     | 0      |
| 2000/01 | Racing Santander | Hiszpania | Primera División   | 3     | 0      |
| 2001/02 | Racing Santander | Hiszpania | Segunda División   | 30    | 0      |
| 2002/03 | Racing Santander | Hiszpania | Primera División   | 31    | 2      |
| 2003/04 | Racing Santander | Hiszpania | Primera División   | 31    | 1      |
| 2004/05 | Racing Santander | Hiszpania | Primera División   | 16    | 0      |
| 2004/05 | Birmingham City  | Anglia    | Premier League     | 10    | 0      |
| 2005/06 | Birmingham City  | Anglia    | Premier League     | 1     | 0      |
| 2006/07 | Birmingham City  | Anglia    | Championship       | 32    | 0      |
| 2007/08 | Birmingham City  | Anglia    | Premier League     | 26    | 0      |
| 2008/09 | Birmingham City  | Anglia    | Championship       | 11    | 0      |
| 2009/10 | Aris FC          | Grecja    | Alpha Ethniki      | 22    | 4      |
| 2010/11 | Aris FC          | Grecja    | Alpha Ethniki      | 10    | 0      |
| 2010/11 | Real Valladolid  | Hiszpania | Segunda División   | 18    | 1      |
| 2011/12 | Real Valladolid  | Hiszpania | Segunda División   | 33    | 0      |
| 2012/13 | Real Murcia      | Hiszpania | Segunda División   | 30    | 0      |
| 2013/14 | Cádiz CF         | Hiszpania | Segunda División B | 15    | 0      |

## Kariera reprezentacyjna
W reprezentacji Tunezji Nafti zadebiutował 21 stycznia 2002 roku w zremisowanym 0:0 meczu z Zambią. W 2004 roku wystąpił w Pucharze Narodów Afryki i wywalczył mistrzostwo Afryki.
W 2006 roku Nafti został powołany do kadry na Mistrzostwa Świata w Niemczech. Tam wystąpił we wszystkich trzech meczach grupowych: zremisowanym 2:2 z Arabią Saudyjską i przegranych 1:3 z Hiszpanią oraz 0:1 z Ukrainą.
W 2008 roku Roger Lemerre powołał Mehdiego na Puchar Narodów Afryki 2008.